# Transshipment
Transshipment (auch Transhipment) bezeichnet den Umschlag von Seeverkehrsgütern von großen Deepsea-Schiffen auf kleinere Shortsea-Schiffe.
Die Güter erreichen und verlassen den Transshipment-Hafen (Hub) somit über den Seeweg. Insbesondere mit der Zunahme des Containerschiffsverkehrs erlangte das Transshipment eine große Bedeutung.

## Formen

### Transshipment in Nordseehäfen
Im Nordseeraum ist beispielsweise der Hamburger Hafen ein bedeutender Hub. 2005 waren 35 % der Umschlagsmenge Transshipment. Die Container erreichen Hamburg auf langen Distanzen aus Asien und Amerika und werden dann auf kleineren Schiffen in den Ostseeraum weitertransportiert und umgekehrt. Auch der Rotterdamer Hafen besitzt einen maßgeblichen Transshipment-Anteil, hier gehen die Container auf Binnenschiffen auf dem Rhein in das Hinterland.

### Deepsea-Transshipment
Eine besondere Form ist das „Deepsea-Transshipment“ (oder „Interline-Transshipment“). Hierbei werden Container zwischen Deepsea-Liniendiensten umgeschlagen. Hierzu werden Häfen in den Hauptschifffahrtsgebieten genutzt, die selbst kaum ein nennenswertes Hinterland besitzen. Durch die Verknüpfung von verschiedenen Deepsea-Linien meist derselben Reederei oder Allianz kann die Transportzeit verkürzt werden.

### Transshipment auf offenem Ozean
Transshipment auf offener See findet bspw. in der legalen Fischerei und illegalen Fischerei statt.